# Masalanabo Modjadji VII
Masalanabo Modjadji VII est une souveraine sud-africaine, née le 22 janvier 2005.

## Biographie
Héritière de la lignée des reines de la pluie, Masalanabo est la septième souveraine de la tribu Balobedu, aussi appelée Lovedu. Ce peuple, parlant une langue de la famille du sotho du Nord, vit dans une région de colline, dans la province du Limpopo, au nord-est de l'Afrique du Sud. Masalanabo est officiellement reconnue reine par le gouvernement sud-africain en 2023, après une longue période de conflits familiaux et de contestations. Son couronnement officiel est annoncé pour le 12 mars 2025.
Masalanabo est la fille de la reine Makobo Modjadji VI, décédée en 2005, alors que Masalanabo n'est encore qu'un bébé de cinq mois. Son accession au trône est retardée en raison de son très jeune âge puis des conflits royaux qui suivent le décès de sa mère. C'est son oncle, le frère de la reine décédée, qui est chargé d'assurer la régence jusqu'à sa majorité. Bien qu'elle soit largement attendue comme prochaine reine de la pluie, le conseil royal de Modjadji, dirigé par son frère aîné, le prince Lekukela, conteste sa reconnaissance, affirmant que les processus traditionnels n'ont pas été respectés et remettant en cause le principe de transmission matrilinéaire du pouvoir.
En 2023, lorsque Masalanabo atteint l'âge de 18 ans, et malgré les conflits familiaux, son droit à accéder au trône est légalement confirmé par le président sud-africain Cyril Ramaphosa, en vertu de la loi sur la gouvernance traditionnelle et khoïsan (Traditional and Khoi-San Leadership Act) de 2016, faisant d'elle la seule reine légalement reconnue en Afrique du Sud.
En devenant l'héritière officielle du trône, Masalanabo perpétue l’héritage des Modjadji. Depuis plus de 200 ans, le pouvoir est transmis dans une lignée féminine depuis Maselekwane, devenue reine sous le nom de Modjadji Ire en 1800 et qui se suicide rituellement en 1854 pour transmettre son trône à sa fille, Masalanabo Modjadji II. Les reines de la pluie sont considérées comme des incarnations de la déesse de la pluie et il leur est reconnu le pouvoir de faire pleuvoir. Après son couronnement, une reine de la pluie doit vivre à l'écart de son peuple et épouser plusieurs femmes qui forment sa cour. Les épouses royales doivent faire des enfants avec des hommes issus de la famille royale, et ces enfants sont considérés comme ceux de la reine. Une reine de la pluie peut elle aussi porter un enfant, mais dans ce cas, le géniteur doit être un membre de sa famille et rester secret. Il est à noter que le mariage homosexuel n'est reconnu qu'en 2006 en Afrique du Sud mais que les mariages entre femmes sont pratiqués depuis deux siècles par les reines de la pluie.   
L'éducation d'une reine de la pluie comprend l'apprentissage de nombreuses cérémonies et rituels secrets. Makobo, la mère de Masalanabo, a été la première des reines de la pluie à avoir appris à lire et à écrire, à utiliser un ordinateur mais aussi à conduire une voiture. Masalanabo fréquente elle aussi l'école publique. 
Son tuteur est Mathole Motshekga, un ancien juriste et membre de l'ANC. Il a été chargé de l'éducation et de la protection de Masalanabo depuis qu'elle est toute petite. La femme de ce dernier, Angie Motshekga, est ministre de l'Enseignement primaire de 2009 à 2024, ancienne présidente de la Ligue des femmes de l'ANC et occupe actuellement le poste de ministre de la Défense. 
Les reines de la pluie règnent sur un petit territoire mais leur influence spirituelle et politique est importante dans toute l'Afrique du Sud. Depuis 2016, leur statut est reconnu officiellement par l'État sud-africain et la famille royale peut recevoir un financement public aux termes de la Constitution de 1996. Mais comme Makobo est morte avant cette victoire juridique, Masalanabo Modjadji VII est la première reine traditionnelle officiellement reconnue par l'État sud-africain. 